# Siège de Lyon
Pour les articles homonymes, voir Siège de Lyon (homonymie).
Guerres de la Révolution française
Batailles
- Brécourt
- Marseille
- Lyon
- Toulon

Le siège de Lyon est un évènement survenu du 9 août au 9 octobre 1793 à la suite du soulèvement de Lyon contre la Convention nationale.

## Origines
Depuis 1786, Lyon connaît divers soulèvements populaires contre un patriciat conservateur. Marie Joseph Chalier (1747-1793) soutient les revendications des sans-culottes, à la manière de Jean-Paul Marat (1743-1793). 32 clubs de section sont créés. Lyon participe aux Insurrections fédéralistes (1790-1793).
La Convention nationale (1792-1795) commence en Convention girondine (septembre 1792-juin 1793), se poursuit en Convention montagnarde (juin 1793-juillet 1794), et finit en Convention thermidorienne (juillet 1794-septembre 1795).
Lyon devient en 1790 le chef-lieu du département de Rhône-et-Loire (1790-1793). La municipalité de Lyon est créée en 1790. Les élections municipales de 1792 puis de 1793 sont mouvementées. Les Chaliers occupent le pouvoir municipal pendant 80 jours : des mesures extraordinaires sont prises, auxquelles s'oppose une minorité active, qui devient majoritaire, et obtient le soutien du pouvoir parisien. Leur leader Joseph Chalier est condamné à mort le 15 juillet et exécuté le 16 juillet 1793. L'Armée des Alpes (1792-1797) est chargée de pacifier la ville, réputée en rébellion contre-révolutionnaire.

## Déroulement

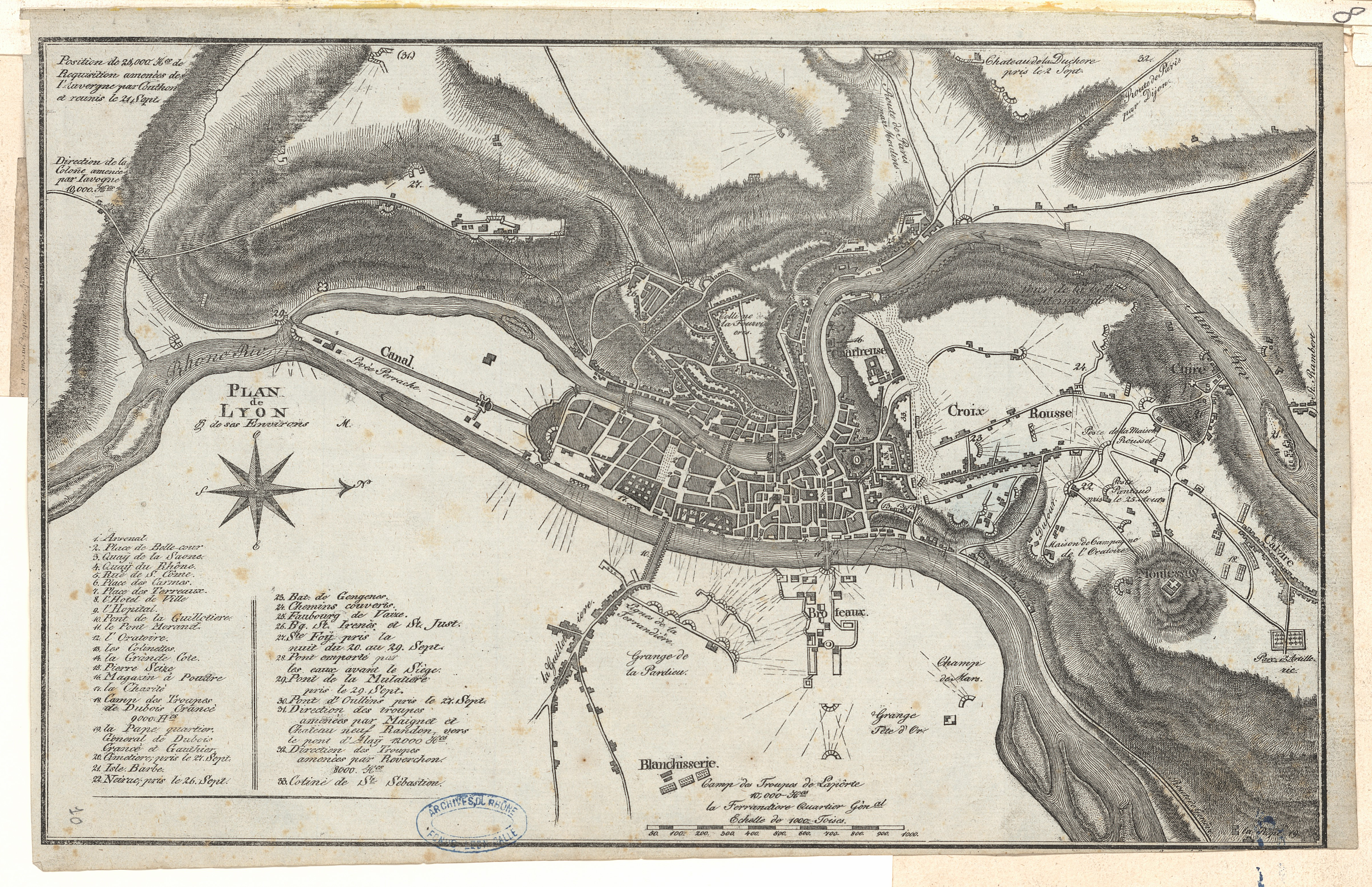
Plan représentant les positions des troupes révolutionnaires attaquant Lyon. ADRML

Le 8 août 1793, des représentants de l'armée des Alpes prononcent publiquement leur approbation des mesures énoncées par la Convention nationale. Le 11 août, des premiers tirs entre les révolutionnaires et les fédéralistes sont échangés à la Croix-Rousse.
Des contingents sont prélevés sur l'armée des Alpes et forment l’« armée du camp devant Lyon », forte de 24 000 hommes, sous les ordres du général Kellermann. Des gardes nationaux, levés dans l'Allier, le Puy-de-Dôme, la Saône-et-Loire, l'Ardèche et l'Isère et emmenés par six représentants en mission, soit 40 000 hommes, viennent compléter les rangs.
- Colonne Javogues (10 000 hommes), au sud-ouest ;
- Colonne Couthon (15 000 hommes réquisitionnés, arrivés le 23 septembre), au sud-ouest ;
- Colonne Châteauneuf-Randon et Maignet (12 000 hommes réquisitionnés), au sud-ouest ;
- Colonne Reverchon (8 000 hommes arrivés le 1er septembre), au nord-ouest ;
- Détachement de l'armée des Alpes emmené par Kellermann, Dubois-Crancé et Gauthier (9 000 hommes), au nord ;
- Détachement de l'armée des Alpes emmené par Laporte (10 000 hommes), à l'est ;
- Détachement de l'armée des Alpes emmené par Doppet (6 000 hommes arrivés de Savoie le 10 septembre), au sud-est[5].

Après une offensive de l'armée sardo-piémontaise en Savoie, qui retarde Kellermann, les troupes républicaines font mouvement vers Lyon à partir du 10 août. Arrivés de l'est, Albitte et Laporte s'installent à La Guillotière. Dubois-Crancé et Gauthier, de leur côté, prennent position au château de La Pape, entre Rhône et Saône. À l'ouest, Reverchon descend de Villefranche, tandis que Javogues arrive de Montbrison. Les insurgés conservent cependant le contrôle de l'essentiel de l'ouest du département de Rhône-et-Loire.
Le 12 août, le département est séparé en Rhône et Loire. Le 21 août, Couthon, Châteauneuf-Randon et Maignet sont adjoints aux six autres représentants.
Face à ces quelque 65 000 hommes, les troupes insurgées comptent moins de 10 000 hommes. Tous les officiers généraux de l'armée républicaine ayant refusé de rejoindre l'insurrection, cette armée est commandée par d'anciens officers de l'armée royale, souvent nobles, comme Précy. Tous ont, au moins au début, prêté serment de fidélité à la République une et indivisible, et juré de s'opposer au royalisme et à l'anarchie.
Fin août, les premiers combats permettent aux colonnes républicaines d'avancer jusqu'aux redoutes, qui protègent les abords des ponts sur la Saône. Ainsi, dans la nuit du 15 au 16 septembre, les Lyonnais se replient sur leurs retranchements de La Croix-Rousse au nord et sur la tête-de-pont des Brotteaux à l'est. Avec l'avancée des troupes républicaines, qui réduit la portion de territoire aux mains des insurgés, la ville sombre dans la disette. Surtout, après une première sommation, le 22 septembre commence le bombardement de la ville, depuis La Guillotière, avec des boulets chauffés au rouge. Le 29, les assiégeants parviennent à s'emparer des dernières redoutes des Lyonnais, sur la rive droite de la Saône ; au sud-ouest de la ville, le fort de Sainte-Foy tombe, et les troupes républicaines descendent sur le confluent, achevant l'investissement de la ville,.
Puis une trêve interrompt les combats jusqu'au 7 octobre, avant le lancement de pourparlers, le lendemain. Dans la ville, après délibération des sections, et malgré Précy, une députation emmenée par l'ancien constituant Périsse du Luc se rend aux avant-postes des troupes de la Convention pour ouvrir des négociations. Le même jour tombent les forts Saint-Irénée et Saint-Just, à l'ouest, les troupes commandées par Étienne François Giraud des Écherolles ne parvenant pas à repousser l'ennemi,.

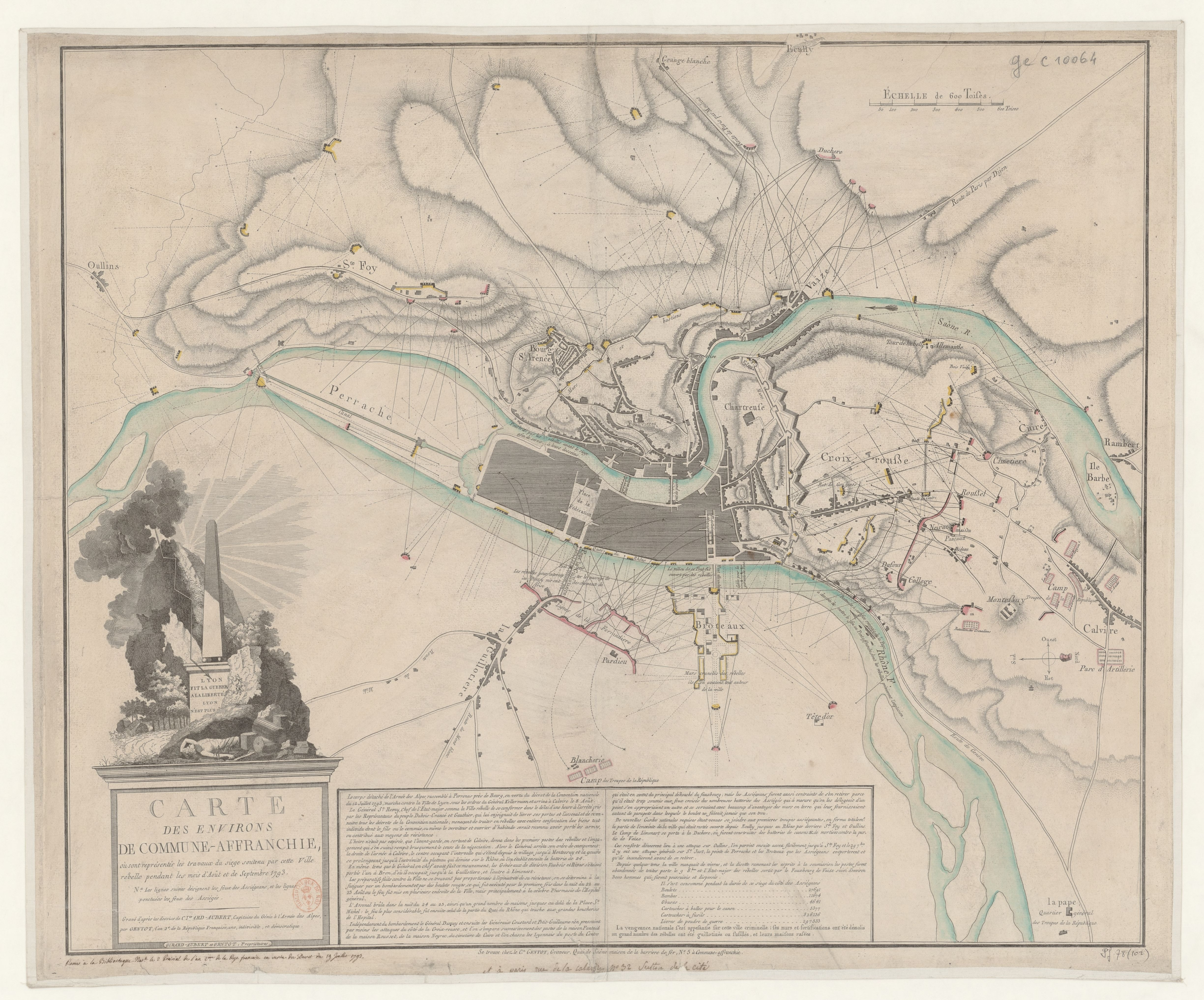
Siège de Commune-Affranchie 1793.

Le 9 octobre, à l'aube, Précy et ses principaux lieutenants tentent une sortie par le faubourg de Vaise avec une troupe de 1 200 à 2 500 hommes divisés en trois corps, ainsi que quelques civils. L'objectif est de passer la Saône en aval de Trévoux, puis de gagner la Suisse. L'avant-garde, commandée par « Rimbert », et le corps principal, sous les ordres de Précy, parviennent à traverser les lignes sous le feu des assiégeants, mais l'arrière-garde, sous les ordres du comte de Virieu, est anéantie dans le défilé de Saint-Cyr. 
Au terme d’un périple à travers le Lyonnais et le Beaujolais, les derniers hommes de Précy (80 ou 100) sont finalement rejoints, capturés ou taillés en pièces au mont Popey le 11 octobre, après que la plupart de leurs compagnons ont été capturés (comme Plantigny, Clermont-Tonnerre, « Arnaud » et « Rimbert ») ou tombés sous les coups des habitants des villages traversés durant leur véritable débandade à travers le Lyonnais et le Beaujolais. Le général, quant à lui, parvient à gagner Sainte-Agathe-en-Donzy, à s’y cacher quelques mois puis à gagner la Suisse en janvier 1794.
Le 9 octobre à midi, les autorités civiles de Lyon capitulent,.

## Suites
La répression est énergique, sous la direction de Joseph Fouché, le mitrailleur de Lyon, avec plus de 1 900 rebelles tués (après jugements), mitraillés, fusillés, canonnés, ou guillotinés. Les victimes du siège même semblent ne pas avoir été dénombrées.
Lyon, punie, perd son nom, devient Ville Affranchie ou Commune-Affranchie. Elle est vouée à la destruction (Bertrand Barère). Mais sur les 600 immeubles promis à la démolition, seuls 50 sont effectivement détruits.
Et la population et la municipalité sont rapidement confrontées à des problèmes de subsistance et d'emploi. Puis, d'autres troubles politiques interfèrent au redressement. La première Terreur blanche frappe dès 1795.

## Ordres de bataille

### Première formation
Première formation de l'armée de siège de Lyon
| Division Petitguillaume au camp de Péronnas, près Bourg (7 481 hommes) - 5e bataillon de grenadiers (505 hommes) - 2e bataillon du 23e régiment d'infanterie de ligne (638 hommes) - 6e bataillon de volontaires de la Gironde (511 hommes) - 3e bataillon de volontaires de la Drôme (740 hommes) - 3e bataillon de volontaires de l'Isère (704 hommes) - 1er bataillon de volontaires du Gard (779 hommes) - 1er bataillon de volontaires de l'Ariège (678 hommes) - 2e bataillon de volontaires de l'Ardèche (974 hommes) - 1er bataillon de volontaires de l'Aude (821 hommes) - 4e compagnie de pionniers - 3 escadrons du 5e régiment de cavalerie (578 hommes) - Gendarmerie nationale (33 hommes) - Guides à cheval (31 hommes) - 4e division d'artillerie (348 hommes) - Canonniers des Hautes-Alpes (66 hommes) - Ouvriers d'artillerie (75 hommes) | Division Vaubois à Bourgoin (2 382 hommes) - 1er bataillon de volontaires de l'Ardèche (802 hommes) - 1er bataillon franc de la République (898 hommes) - 3 escadrons du 9e régiment de dragons (532 hommes) - 4e régiment d'artillerie (150 hommes) | Division Rivaz à Mâcon - 2e bataillon de volontaires de l'Ariège (726 hommes) |

### Renforts
Renforts reçu par l'armée de siège de Lyon
| Garnison de Valenciennes arrivant du 11 au 20 septembre 1793 (3 191 hommes) - 1er bataillon de volontaires de la Côte-d'Or (342 hommes) - 1er bataillon des grenadiers de la Côte-d'Or (604 hommes) - 1er bataillon de volontaires de Loir-et-Cher (448 hommes) - 1er bataillon de volontaires de la Nièvre (600 hommes) - 1er bataillon de volontaires de la Charente (468 hommes) - 1er bataillon de volontaires de Mayenne-et-Loire (212 hommes) - 1er bataillon de volontaires des Gravilliers (301 hommes) - 1er bataillon des grenadiers de Paris (216 hommes) | Troupes tirées de l'armée des Alpes et autres (3 569 hommes) - 1er régiment de hussards (112 hommes) - 2e régiment d'artillerie (10 hommes) - Artillerie légère (32 hommes) - Artillerie de différents corps (318 hommes) - 7e compagnie de pionniers (64 hommes) - 5e bataillon de volontaires du Mont-Blanc (?) - 7e bataillon des Côtes maritimes (1 028 hommes) - 3e bataillon de volontaires du Jura (350 hommes) |

| Gardes nationales arrivées au commencement - 1er bataillon de chasseurs de l'Ariège (697 hommes) - 1er bataillon de volontaires de Saône-et-Loire (967 hommes) - 8e bataillon de volontaires de l'Isère (900 hommes) - 3 compagnies lyonnaises (207 hommes) - Compagnie lyonnaise du Forez (34 hommes) - 1er bataillon de grenadiers volontaires de Rhône-et-Loire (612 hommes) - Détachement de grenadiers de l'Ain (114 hommes) - Compagnie Fichet (38 hommes) | Gardes nationales arrivées à la fin (8 865 hommes) - 2e bataillon de volontaires de Saône-et-Loire (1 028 hommes) - 8e bataillon de volontaires de la Côte-d'Or (711 hommes) - Garde nationale de Grenoble (548 hommes) - Garde nationale de Vienne (573 hommes) - Garde nationale de Saint-Étienne (1 200 hommes) - Garde nationale de Villefranche (178 hommes) - Garde nationale de l'Ardèche (489 hommes) - Garde nationale de Haute-Loire (500 hommes) - Garde nationale de Rhône-et-Loire (1 009 hommes) - Divers (1 000 hommes) - 6e bataillon de volontaires du Puy-de-Dôme (467 hommes) - 7e bataillon de volontaires du Puy-de-Dôme (588 hommes) - 8e bataillon de volontaires du Puy-de-Dôme (574 hommes) |

### Situation au28 septembre 1793
Situation et appel du 28 septembre 1793, l'an 2 de la République - Armée des Alpes sur Lyon - Effectif25 660 - Présents : 21 201
| Division Rivaz - Effectif : 11 177 - Présents : 8 806 - 3e bataillon de volontaires de l'Isère au Pont d'Alaï à Tassin - 1er bataillon de volontaires de l'Aude au Pont d'Alaï à Tassin - 1er bataillon de volontaires de la Nièvre au Pont d'Alaï à Tassin - 1er bataillon de volontaires de la Charente au Pont d'Alaï à Tassin - 1er bataillon de grenadiers volontaires de Rhône-et-Loire au Pont d'Alaï à Tassin - 1er bataillon de grenadiers de la Côte-d'Or au Pont d'Alaï à Tassin - 1er bataillon de volontaires de Loir-et-Cher au camp de Saint-Genis-Laval - 1er bataillon de chasseurs de l'Ariège au camp de Saint-Genis-Laval - 3e bataillon de volontaires de la Drôme à Craponne - Gendarmerie à Maison Blanche - 1er régiment de hussards à La Tour - Compagnie du Forez à Maison Joquand - 1er bataillon de volontaires de la Côte-d'Or à Écully - 1er bataillon de volontaires des Gravilliers à La Duchère - 2e bataillon de volontaires de Saône-et-Loire à La Duchère - Artillerie du 2e régiment d'artillerie à La Duchère - 1er bataillon de volontaires de Mayenne-et-Loire près de La Duchère - 5e bataillon de volontaires de la Côte-d'Or près de La Duchère - 1er bataillon de grenadiers de Saône-et-Loire au Puy-d'Or à Limonest - 1er bataillon de volontaires de l'Ariège à Limonest - 5e régiment de cavalerie à Limonest - Garde nationale de Rhône-et-Loire à Saint-Cyr-au-Mont-d'Or - Garde nationale de Villefranche à Collonges | Division Petitguillaume - Effectif : 10 239 - Présents : 8 872 - 2e bataillon du 23e régiment d'infanterie de ligne au camp de Caluire - 5e bataillon de grenadiers au camp de Caluire - 3e compagnie d'ouvriers au camp de Caluire - Détachement de volontaires de l'Ain employé aux travaux au camp de Caluire - 4e division d'artillerie au camp de Caluire - Canonniers des Hautes-Alpes au camp de Caluire - 5e régiment de cavalerie au camp de Caluire - 6e bataillon de volontaires du Puy-de-Dôme au camp de Caluire - 7e bataillon de volontaires du Puy-de-Dôme au camp de Caluire - 8e bataillon de volontaires du Puy-de-Dôme au camp de Caluire - 1er bataillon de grenadiers de Saône-et-Loire au Pont de la Pape à Rillieux - Compagnie des guides quartier général à La Pape - 4 compagnies lyonnaises à Neuville et Fontaines |

Division Vaubois - Effectif : 4 245 - Présents : 3 513
- 1er bataillon de volontaires du Gard au camp de La Guillotière
- 2e bataillon de volontaires de l'Ardèche au camp de La Guillotière
- 1er bataillon franc de la République au camp de La Guillotière
- 1er bataillon de grenadiers de Paris au camp de La Guillotière
- Garde nationale de Grenoble au camp de La Guillotière
- Artillerie de différents corps au camp de La Guillotière
- Artillerie légère au camp de La Guillotière
- 1er bataillon de grenadiers de l'Ardèche à La Guillotière
- 9e régiment de dragons à La Guillotière
- 7e bataillon des Côtes maritimes à Charpennes
- Garde nationale de Saint-Étienne à Charpennes
- Garde nationale de Vienne à Villeurbanne
- Garde nationale de l'Isère à Saint-Antoine
- 5e régiment de cavalerie à Tournelles
- Garde nationale de Haute-Loire à Bron
- Compagnie Fichet à Moulin à vent
- Diverses Garde nationale à Vénissieux
- 7e compagnie de pionniers à Maison Berdin
- 4e compagnie de pionniers à Maison Charlet
- Gendarmerie à La Ferrandière